# Mike Cofer
Mike Cofer, született Michael Lynn Cofer (Knoxville, Tennessee, 1960. április 7. – Fayetteville, Georgia, 2019. március 21.) amerikai amerikaifutball-játékos.

## Pályafutása
1983 és 1993 között a Detroit Lions játékosa volt. 1988-ban beválasztották a Pro Bowl-csapatba.